# Sint-Rochuskerk (Budschop)
De Sint-Rochuskerk is de parochiekerk van Budschop, gelegen aan Rochusplein 1.

## Geschiedenis
Budschop was vanouds een buurtschap van Nederweert, gelegen aan de oostzijde van de Zuid-Willemsvaart en daardoor enigszins geïsoleerd van de kern. In de plaats lag een oude zuivelfabriek.
Vanaf 1957 bouwde Nederweert een woonwijk aan Budschop vast. Er kwam een houten noodkerk die in Den Haag was gekocht en naar Budschop werd vervoerd. In 1964 werd de noodkerk in gebruik genomen. De patroonheilige werd Sint-Rochus, omdat er in Budschop eeuwenlang, in elk geval vanaf 1670, een Sint-Rochuskapel heeft gestaan waarnaar bedevaarten werden gemaakt. Deze kapel werd in 1894 herbouwd en in 1958 afgebroken.
In 1965 werd een rectoraat gesticht. In 1968 werd Piet Coenders (P.W.J. Coenders) aangesteld als architect en in 1972 werd de definitieve kerk ingezegend. Het rectoraat werd toen verheven tot parochie.

## Gebouw
Het betreft een modernistische bakstenen zaalkerk met plat dak. Er is een hoog en een laag gedeelte. De bovenkant van het hoge gedeelte is betimmerd. 
Naast de kerkzaal zijn er bijruimten (koffiekamer, mortuarium, toiletten, sacristie). Achter het koor is een reeks kleurige glas-in-epoxyharsramen geplaatst. In de buitengevel van de kerk is het Sint-Rochusbeeld, dat afkomstig was van de Sint-Rochuskapel, in 1972 in een nis geplaatst.